# Eurasia
Eurasia o Euroasia es un término que define la zona geográfica sobre la placa tectónica euroasiática, que se extiende desde España hasta China. Esta área comprende los continentes Europa y Asia unidas. Dada el área, se puede considerar como la masa continental más grande del mundo o también como un «supercontinente», pues los continentes tradicionales de Europa y Asia forman en realidad una sola unidad. Además, desde un punto de vista fisiogeográfico, geológico y cultural, Eurasia comparte las ramas lingüísticas indoeuropea y urálica en muchos países y, por tanto, es un continente real. 
Se ubica primordialmente en el hemisferio norte y hemisferio oriental, y tiene un área aproximada de 52 990 000 km², lo que equivale al 10.6 % de la superficie de la Tierra y 36.2 % del área terrestre. Lo habitan más de 5000 millones de personas, lo que equivale al 72.5 % de la población mundial.
La subdivisión tradicional entre Asia y Europa presenta límites no muy precisos; comúnmente se define una línea divisoria a lo largo de los montes Urales, el río Ural, el mar Caspio, los montes del Cáucaso, el mar Negro, los estrechos del Bósforo, los Dardanelos y el mar Egeo.
Karl Haushofer, geopolítico alemán, propuso que esta región del mundo debería unirse social y políticamente en una sola, para así hacer frente a potencias marítimas tales como los Estados Unidos o el Reino Unido y una mejor distribución demográfico-social-económica, aunque estas ideas no se llevaron a la práctica.

## Geología
Eurasia se asienta principalmente en la placa Euroasiática. Según la historia geológica reciente, se origina como continente a inicios del Cenozoico, hace 60-55 millones de años, cuando el supercontinente Laurasia se dividió entre Eurasia y América del Norte, abríéndose el Atlántico. Posteriormente el subcontinente indio se suma al chocar contra el supercontinente formando Asia del Sur hace 35 millones de años y en el Oligoceno Arabia se separa de África al abrirse el mar Rojo sumándose al continente.

## Antropología
Antropológicamente, Eurasia se puede dividir apropiadamente entre Eurasia Occidental (a menudo incluyendo África del Norte) y Eurasia Oriental, y éstas a su vez subdivididas en regiones, como Europa, Cercano Oriente, Asia Central, Asia Oriental, Asia meridional, Sureste Asiático y Siberia, que tienen diferencias culturales, religiosas, históricas y lingüísticas. 
La consideración de Eurasia como continente es relativa, ya que se podría utilizar también Eurafrasia que contendría también a África. La creencia de que Eurasia debe ser llamada como un solo continente choca contra la idea de que Oceanía sea un continente, ya que solo son islas, y definir con base en placas tectónicas también es relativo, ya que hay más de diez de ellas.

## Uso del término

### Historia de la división Europa-Asia

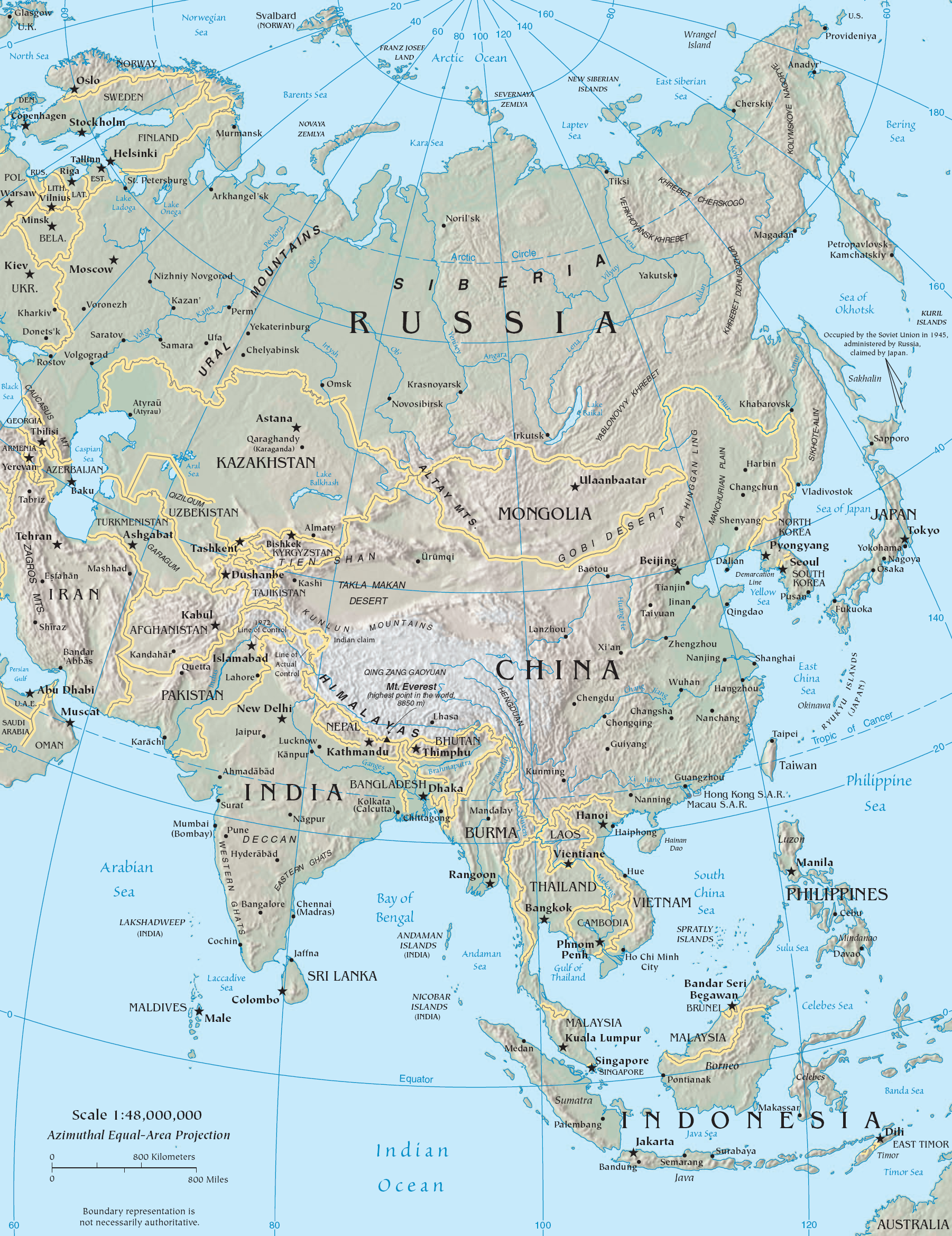
Mapa físico de Asia.

En la antigüedad, los griegos clasificaban a Europa (derivada de la princesa mitológica fenicia) y Asia que para los griegos incluía originalmente a África (derivado de Asia, una mujer en la mitología griega) como "tierras" separadas. Dónde trazar la línea divisoria entre ambas regiones sigue siendo un materia de discusión. Especialmente se discute si la Depresión de Kumá-Mánych o las Montañas del Cáucaso forman el límite sureste, ya que el Monte Elbrús formaría parte de Europa en el último caso, convirtiéndolo (y no el Mont Blanc) en la montaña más alta de Europa. El más aceptado es probablemente el límite definido por Philip Johan von Strahlenberg en el siglo XVIII. Definió la línea divisoria a lo largo del mar Egeo, los Dardanelos, el mar de Mármara, el Bósforo, el Mar Negro, la Depresión de Kumá-Mánych, el mar Caspio, el río Ural y los montes Urales. Sin embargo, al menos parte de esta definición ha sido objeto de críticas por parte de muchos geógrafos analíticos modernos como Halford Mackinder, que veían poca validez en los Montes Urales como frontera entre continentes.

### Geografía
En el uso moderno, el término "euroasiático" es un demónimo que suele significar "de o relativo a Eurasia" o "un nativo o habitante de Eurasia". También se utiliza para describir a las personas de ascendencia combinada "asiática" y "europea".
Ubicada principalmente en el este y en el hemisferio norte, Eurasia se considera un supercontinente, parte del supercontinente de Afro-Eurasia o simplemente un continente por derecho propio. En tectónica de placas, la placa euroasiática incluye Europa y la mayor parte de Asia, pero no el subcontinente indio, la península arábiga ni la zona del Extremo Oriente ruso al este de los Montes Cherski.
Desde el punto de vista de la historia y la cultura, Eurasia puede subdividirse vagamente en Eurasia Occidental y Eurasia Oriental.

### Estados soviéticos después de la descentralización

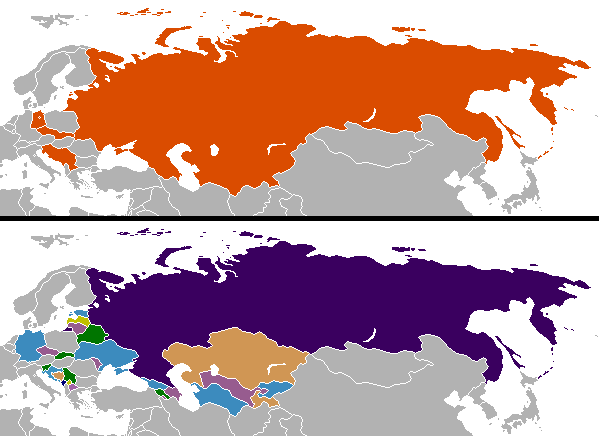
Cambios en las fronteras nacionales tras el colapso del Bloque Oriental.

El filósofo ruso del siglo XIX Nikolái Danilevski definió Eurasia como una entidad separada de Europa y Asia, delimitada por el Himalaya, el Cáucaso, los Alpes, el Ártico, el Pacífico, el Atlántico, el Mediterráneo, el mar Negro y el mar Caspio, una definición que ha sido influyente en Rusia y otras partes de la antigua Unión Soviética. En la actualidad, inspirado en parte por este uso, el término Eurasia se utiliza a veces para referirse al espacio postsoviético —en particular Rusia, las repúblicas de Asia Central y las repúblicas del Transcaucasia— y a veces también a regiones adyacentes como Turquía y Mongolia.
La palabra "Eurasia" se utiliza a menudo en Kazajistán para describir su ubicación. Numerosas instituciones kazajas llevan el término en sus nombres, como la L. N. Gumiliov Universidad Nacional de Eurasia (en kazajo: Л. Н. Гумилёв атындағы Еуразия Ұлтық университеті; en ruso: Евразийский Национальный университет имени Л. Н. Гумилёва) (las ideas de eurasianismo de Lev Gumiliov han sido popularizadas en Kazajistán por Olzhás Suleiménov), el Foro de Medios de Comunicación de Eurasia, la Fundación Cultural Euroasiática (en ruso: Евразийский фонд культуры), el Banco Euroasiático de Desarrollo (en ruso: Евразийский банк развития), y el Banco Euroasiático. En 2007, el presidente de Kazajistán, Nursultán Nazarbáyev, propuso la construcción de un canal mucho más profundo que el Canal Kumá-Mánych, denominado canal de Eurasia, para conectar el mar Caspio y el mar Negro a través de la Depresión de Kumá-Mánych de Rusia para proporcionar a Kazajistán y a otros países de la cuenca del Caspio una vía más eficiente hacia el océano que el actual Canal Volga-Don.
Este uso también puede verse en los nombres de Eurasianet, El Journal of Eurasian Studies, y la Association for Slavic, East European, and Eurasian Studies, así como los títulos de numerosos programas académicos de universidades estadounidenses.
Este uso es comparable a la forma en que los estadounidenses utilizan "Hemisferio Occidental" para describir conceptos y organizaciones que se ocupan de las Américas (por ejemplo, Consejo de Asuntos Hemisféricos, Instituto del Hemisferio Occidental para la Cooperación en Seguridad).

## Geopolítica
Originalmente, "Eurasia" es una noción geográfica: en este sentido, es simplemente el continente más grande; la masa terrestre combinada de Europa y Asia. Sin embargo, desde el punto de vista geopolítico, la palabra tiene varios significados, que reflejan intereses geopolíticos específicos. "Eurasia" es uno de los conceptos geopolíticos más importantes y ocupa un lugar destacado en los comentarios sobre las ideas de Halford Mackinder. Como observó Zbigniew Brzezinski sobre Eurasia:

"... la forma en que Estados Unidos "gestiona" Eurasia es fundamental. Una potencia que domine "Eurasia" controlaría dos de las tres regiones más avanzadas y económicamente productivas del mundo. Un simple vistazo al mapa también sugiere que el control de "Eurasia" implicaría casi automáticamente la subordinación de África, haciendo que el hemisferio occidental y Oceanía sean geopolíticamente periféricos al continente central del mundo. Alrededor del 75% de la población mundial vive en "Eurasia", y la mayor parte de la riqueza física del mundo también está allí, tanto en sus empresas como bajo su suelo. "Eurasia" representa alrededor de tres cuartas partes de los recursos energéticos conocidos del mundo".

El eurasianismo ruso correspondía inicialmente más o menos a la superficie terrestre de la Rusia Imperial en 1914, incluyendo partes de Europa Oriental. Uno de los principales intereses geopolíticos de Rusia reside en una integración cada vez más estrecha con aquellos países que considera parte de "Eurasia". Este concepto se integra además con la escatología comunista por el autor Aleksandr Duguin como el principio rector de la "autosuficiencia de un gran espacio" durante la expansión.
El término Eurasia se ganó la reputación de geopolítica como uno de los tres superestados en la obra 1984, de George Orwell novela donde la vigilancia constante y la propaganda son elementos estratégicos (introducidos como antagonistas reflexivos) del dispositivo heterogéneo en construcciones de metapolítica utilizadas para controlar y ejercer el poder.

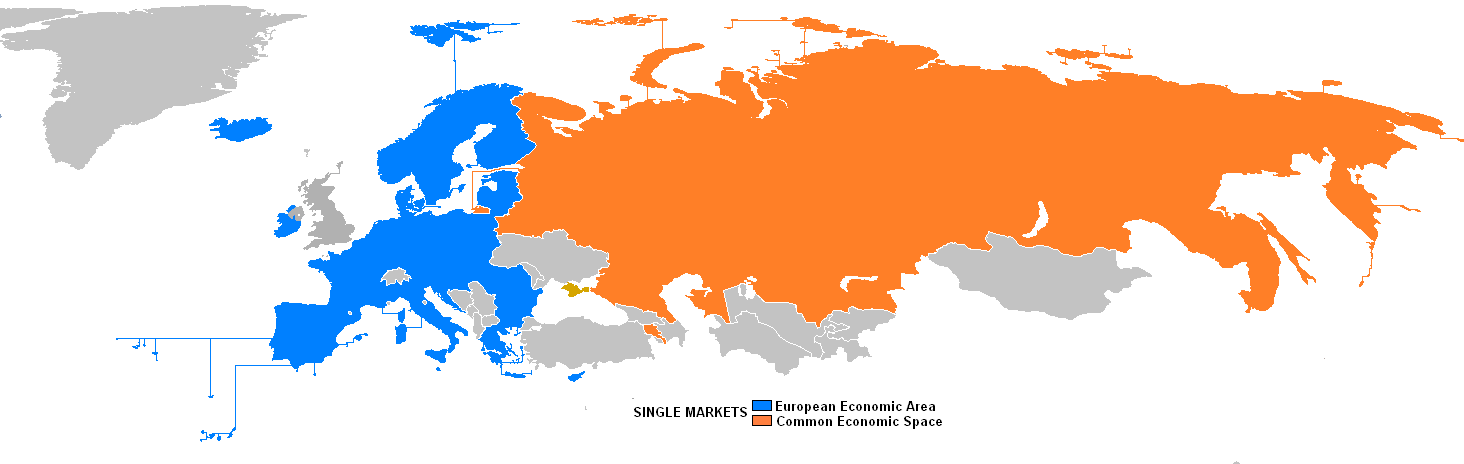
Mercados comunes en los países europeos y postsoviéticos; Espacio Económico Europeo (derivado del mercado interior de la UE) y el Espacio Económico Euroasiático.